# Børre Steenslid
Børre Steenslid (Vågsøy, 25 giugno 1985) è un allenatore di calcio ed ex calciatore norvegese, tecnico in seconda del Molde.

## Carriera

### Club

#### Sogndal
Steenslid iniziò la carriera con la maglia dello Skavøypoll e passò al Sogndal nel 2004. Con questa squadra poté esordire nell'Eliteserien, quando subentrò a Håvard Flo nella sconfitta per 3-1 in casa dello Stabæk. Il 27 giugno dello stesso anno arrivò la prima rete nella massima divisione norvegese: contribuì infatti al successo per 2-1 sul Tromsø.

#### Viking
Nel 2007, passò al Viking. Debuttò per il nuovo club in data 9 aprile, quando fu titolare nel pareggio per 1-1 contro il Rosenborg. Il 26 agosto segnò la prima rete con questa maglia, nel successo per 1-3 in casa dell'Odd Grenland. Il 31 luglio 2008 esordì nelle competizioni europee per club: sostituì infatti Ragnvald Soma nella partita contro il Vėtra, valida per il primo turno di qualificazione alla Coppa UEFA 2008-2009 e conclusasi con un successo dei norvegesi per 2-0.

#### Molde
Il 13 gennaio 2011 fu ufficializzato il suo passaggio al Molde. Pochi giorni dopo il suo arrivo, però, subì un infortunio al ginocchio che lo costrinse a saltare l'intera stagione. Esordì in squadra soltanto il 4 agosto 2012, quando subentrò ad Etzaz Hussain nella vittoria per 2-1 sul Sogndal. Anche in questa stagione, il Molde vinse il campionato. Il 3 ottobre 2013 annunciò il suo ritiro dall'attività agonistica, visti i problemi al ginocchio persistenti, ed entrò nello staff tecnico della squadra.
A settembre 2017 ha effettuato il proprio ritorno in campo, per lo Skavøypoll.

### Nazionale
Steenslid giocò 14 partite nelle varie selezioni giovanili norvegesi. Per la Norvegia under 21 debuttò in data 15 gennaio 2005, nel successo per 0-1 sull'Ucraina under 21. Il 28 febbraio 2006 andò in rete nella sconfitta per 3-1 contro l'Inghilterra under 21.
Il 27 gennaio 2009 fu convocato dal commissario tecnico della Norvegia Egil Olsen. Il calciatore non scese però in campo.

## Statistiche

### Presenze e reti nei club
Statistiche aggiornate al 3 ottobre 2013.
| Stagione       | Club           | Campionato     | Campionato | Campionato | Coppe nazionali | Coppe nazionali | Coppe nazionali | Coppe continentali | Coppe continentali | Coppe continentali | Supercoppe | Supercoppe | Supercoppe | Totale | Totale |
| Stagione       | Club           | Comp           | Pres       | Reti       | Comp            | Pres            | Reti            | Comp               | Pres               | Reti               | Comp       | Pres       | Reti       | Pres   | Reti   |
| -------------- | -------------- | -------------- | ---------- | ---------- | --------------- | --------------- | --------------- | ------------------ | ------------------ | ------------------ | ---------- | ---------- | ---------- | ------ | ------ |
| 2004           | Sogndal        | ES             | 18         | 2          | CN              | 3               | 0               | -                  | -                  | -                  | -          | -          | -          | 21     | 2      |
| 2005           | Sogndal        | 1D             | 14         | 1          | CN              | ?               | 0               | -                  | -                  | -                  | -          | -          | -          | 14+    | 1      |
| 2006           | Sogndal        | 1D             | 15         | 0          | CN              | ?               | 0               | -                  | -                  | -                  | -          | -          | -          | 15+    | 0      |
| Totale Sogndal | Totale Sogndal | Totale Sogndal | 47         | 3          |                 | 3+              | 0               |                    | -                  | -                  |            | -          | -          | 50+    | 3      |
| 2007           | Viking         | ES             | 23         | 2          | CN              | 2               | 0               | -                  | -                  | -                  | -          | -          | -          | 25     | 2      |
| 2008           | Viking         | ES             | 23         | 4          | CN              | 3               | 0               | CU                 | 2                  | 0                  | -          | -          | -          | 28     | 4      |
| 2009           | Viking         | ES             | 30         | 2          | CN              | 2               | 0               | -                  | -                  | -                  | -          | -          | -          | 32     | 2      |
| 2010           | Viking         | ES             | 23         | 1          | CN              | 3               | 0               | -                  | -                  | -                  | -          | -          | -          | 36     | 1      |
| Totale Viking  | Totale Viking  | Totale Viking  | 99         | 9          |                 | 10              | 0               |                    | 2                  | 0                  |            | -          | -          | 111    | 9      |
| 2011           | Molde          | ES             | 0          | 0          | CN              | 0               | 0               | -                  | -                  | -                  | -          | -          | -          | 0      | 0      |
| 2012           | Molde          | ES             | 5          | 0          | CN              | 2               | 0               | UCL+UEL            | 0                  | 0                  | S          | 0          | 0          | 7      | 0      |
| 2013           | Molde          | ES             | 2          | 0          | CN              | 1               | 0               | UCL+UEL            | 0                  | 0                  | -          | -          | -          | 3      | 0      |
| Totale Molde   | Totale Molde   | Totale Molde   | 7          | 0          |                 | 3               | 0               |                    | 0                  | 0                  |            | 0          | 0          | 10     | 0      |
| Totale         | Totale         | Totale         | 148        | 12         |                 | 14+             | 0               |                    | 2                  | 0                  |            | -          | -          | 164+   | 12     |

## Palmarès

### Club

#### Competizioni nazionali
- Campionato norvegese: 1

Molde: 2012